# 甘泉島
甘泉島（中国語名）又はロバート島（英語: Robert Island、ベトナム語：Đảo Hữu Nhật / 島有日）は、西沙諸島（パラセル諸島）南西部のクレスセント諸島（英語: Crescent Group、中国語: 永楽環礁）の西部に位置する島の一つである。羚羊礁から南約半海里、珊瑚島から北2海里離れている。
島形は楕円。島の南北距離は700メートル、東西距離は500メートル、面積は約0.3平方キロメートル。1909年、清の広東艦隊の提督であった李師が島で甘くて飲める水を発見し、島を“甘泉島”と命名した。
この島は中華人民共和国に実効支配されており、海南省三沙市に組み込まれている。一方、中華民国（台湾）とベトナムもこの島の主権を主張している。
1974年、南ベトナムがこの島を実効支配した。その後西沙諸島の戦いが起き、中国人民解放軍が南ベトナム軍と衝突し、この島及び珊瑚島、金銀島を占領した。